# نيجميات
النيجميات (الاسم العلمي: Geastrales) هي رتبة من الفطريات تتبع طائفة الغاريقوناويات من شعبة الدعاميات.

## فصائل
- النيجمية